# Полікристал

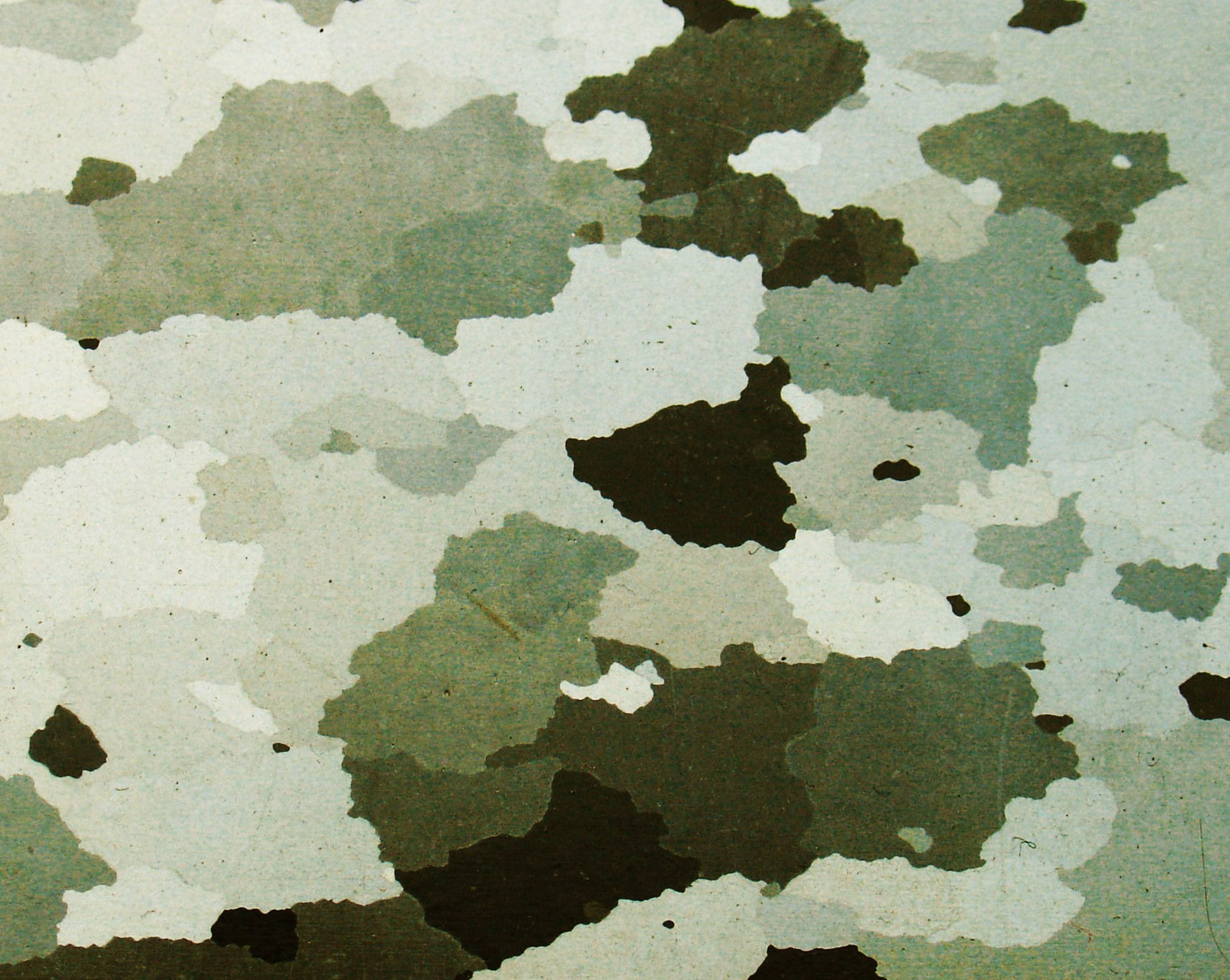
Полікристалічна структура зрізу сталі

Полікриста́л (англ. polycrystal, нім. Vielkristall m, Kristallhaufwerk n, Sammelkristall m, Polykristall m) — тверде тіло, що складається з великої кількості дрібних, здебільшого безладно розташованих кристалів різного розміру, які називають кристалічними зернами або кристалітами. До полікристалічних речовин належать метали, кераміка, гірські породи.
Макроскопічні фізичні властивості полікристалів із безладною, випадковою орієнтацією зерен ізотропні, як аморфних речовин. Однак, мікроскопічні властивості зберігають характерні ознаки кристалічних речовин. Зокрема, локальна кристалічна структура проявляється при дифракції рентгенівських променів та електронів. На відміну від аморфних речовин, які поступово розм'якають при нагріванні, полікристалічні речовини мають строго визначену температуру плавлення.